# 吕谢-普兰热
吕谢-普兰热（法語：Luché-Pringé，法語發音：[lyʃe pʁɛ̃ʒe]）是法国萨尔特省的一个市镇，属于拉弗莱什区。该市镇于1810年由原市镇吕谢（Luché）和普兰热（Pringé）合并而成。

## 地理
吕谢-普兰热（47°42'14"N, 0°4'33"E）面积49.39 平方千米，位于法国卢瓦尔河地区大区萨尔特省，该省份为法国西北部内陆省份，北起顺时针与奥恩省、厄尔-卢瓦省、卢瓦-谢尔省、安德尔-卢瓦尔省、曼恩-卢瓦尔省和马耶讷省接壤，是法国大西部的入口，连接卢瓦尔河谷、布列塔尼和巴黎盆地。
与吕谢-普兰热接壤的市镇（或旧市镇、城区）包括：托雷莱潘、库隆热、芒西涅、卢瓦河畔马雷伊、圣让德拉莫特、勒吕德。

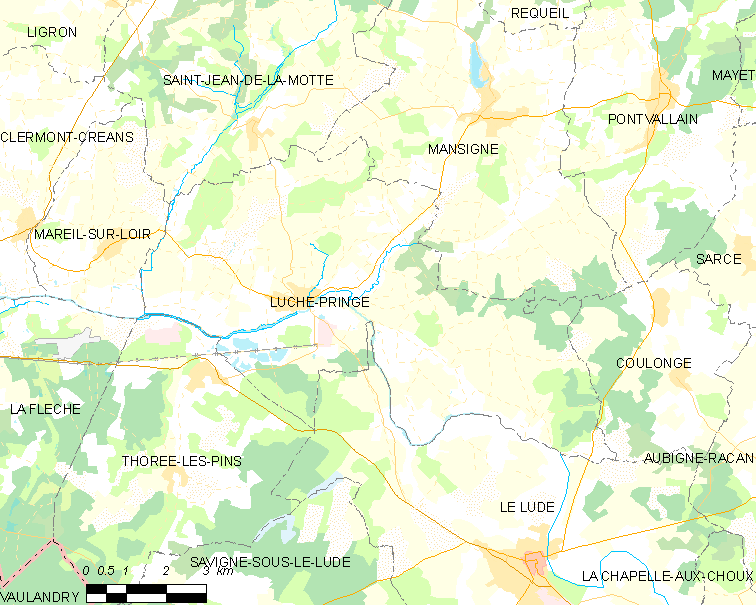
吕谢-普兰热的OSM定位图

吕谢-普兰热的时区为UTC+01:00、UTC+02:00（夏令时）。

## 行政
吕谢-普兰热的邮政编码为72800，INSEE市镇编码为72175。

## 政治
吕谢-普兰热所属的省级选区为勒吕德县。

## 人口

1962-2008年间吕谢-普兰热人口变化图示

吕谢-普兰热于2022年1月1日时的人口数量为1524人。